# Monocloruro de bromo
El monocloruro de bromo, también conocido como cloruro de bromo(I), bromocloruro o cloruro de bromo, es un compuesto químico inorgánico interhalogenado. Su fórmula química es BrCl. Contiene bromo en su estado de oxidación +1 e iones de cloruro.

## Propiedades
Es un gas muy reactivo de color amarillo-dorado. Es un agente oxidante altamente tóxico.
El monocloruro de bromo se usa en química analítica para cuantificar el mercurio (Hg) presente en una muestra con niveles bajos, para oxidar cuantitativamente el mercurio en la muestra al estado Hg(II).
El monocloruro de bromo se usa como biocida, específicamente como alguicida, fungicida y desinfectante, en sistemas industriales de recirculación de agua de refrigeración.
La adición de monocloruro de bromo se usa en algunos tipos de baterías de Li-SO2 para aumentar el voltaje y la densidad de energía.
En agua, el compuesto se hidroliza a ácido hipobromoso y ácido clorhídrico:
{\displaystyle \mathrm {BrCl+H_{2}O\rightarrow HOBr+HCl} }
En presencia de un exceso de iones cloruro, se pueden obtener compuestos con el ion polihaluro BrCl2-
{\displaystyle \mathrm {BrCl+Cl^{-}\rightleftharpoons {BrCl_{2}}^{-}} }